# سابیندیکول
سابیندیکول (به قزاقی: Sabyndykol) یک دریاچه در قزاقستان است که در رشته‌کوه بایانائول واقع شده‌است.